# Уховецьк (зупинний пункт)
Ухо́вецьк — пасажирський залізничний зупинний пункт Рівненської дирекції Львівської залізниці.
Розташований у селі Уховецьк, Ковельський район, Волинської області на лінії Сарни — Ковель між станціями Ковель (19 км) та Повурськ (13 км).
Станом на 2025 рік, щодня одна пара приміського поїзда прямує за напрямком Ковель-Пасажирський — Сарни.